# 사만타 티나
사만타 티나(라트비아어: Samanta Tīna)라는 예명으로 잘 알려진 사만타 폴랴코바(라트비아어: Samanta Poļakova, 1989년 3월 31일~)는 라트비아의 가수이다. 유로비전 송 콘테스트 2020 라트비아 대표 참가자로, 참가곡은 "Still Breathing"이다. 하지만 코로나19 범유행으로 인해 대회가 취소되면서 참가가 무산되었다. 다음 해인 2021년 대회에 라트비아 대표로 참가하였다.